# Balclutha abdominalis
Balclutha abdominalis är en insektsart som beskrevs av Van Duzee 1892. Balclutha abdominalis ingår i släktet Balclutha och familjen dvärgstritar.

## Underarter
Arten delas in i följande underarter:
- B. a. magnus
- B. a. amplissima